# Ian Woosnam

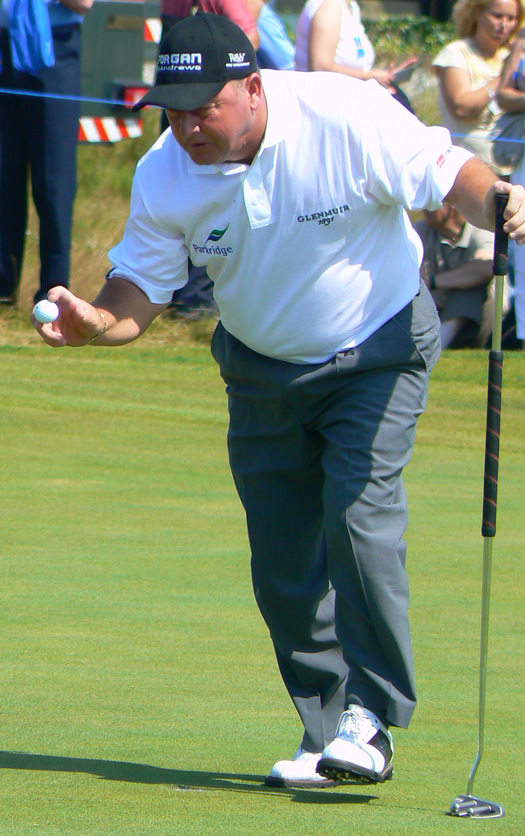
2009 op Royal Troon

Ian Harold Woosnam, OBE (Oswestry, 2 maart 1958) is een golfprofessional uit Wales.

## Professional
Woosnam is professional sinds 1976, en speelt op de Europese PGA Tour sinds 1979. In 1982 won Woosnam zijn eerste toernooi op de Tour, het Zwitsers Open in Crans.

#### Europese PGA Tour
Woosnam heeft 28 overwinningen op de Europese Tour op zijn naam staan.
- 1982: Ebel Swiss Open
- 1983: Silk Cut Masters
- 1984: Scandinavian Enterprise Open
- 1986: Lawrence Batley International TPC
- 1987: Jersey Open, Cepsa Madrid Open, Bell's Scottish Open, Trophée Lancôme
- 1988: Volvo PGA Championship, Carroll's Irish Open, Panasonic European Open
- 1989: Carroll's Irish Open
- 1990: Amex Med Open, Torras Monte Carlo Open, Bell's Scottish Open, Epson Grand Prix of Europe
- 1991: Fujitsu Mediterranean Open, Torras Monte Carlo Golf Open
- 1992: European Monte Carlo Open
- 1993: Murphy's English Open, Trophée Lancôme
- 1994: Air France Cannes Open, Dunhill British Masters
- 1996: Johnnie Walker Classic, Heineken Classic, Scottish Open, Volvo German Open
- 1997: Volvo PGA Championship

#### US PGA Tour
Woosnam heeft in 1991 tweemaal een overwinning in Amerika behaald, waaronder de Masters in 1991.

#### Japan Golf Tour
- 2009: Japan Senior Masters

#### Andere overwinningen
- 1982: Cacharel Under-25 Championship
- 1985: Zambia Open
- 1986: 555 Kenya Open
- 1987: Hong Kong Open, Million Dollar Challenge (Zuid-Afrika)
- 1988: Welsh Pro Championship
- 1991: PGA Grand Slam of Golf (Amerika)
- 1997: Hyundai Motor Masters (Zuid-Korea)

#### European Seniors Tour
Overwinningen
- 2008: Parkridge Polish Seniors Championship, Russisch Seniors Open
- 2009: Irish Senior Open
- 2011: Berenberg Bank Masters
- 2014: Dutch Senior Open

#### Team
Overwinningen
- World Cup (namens Wales): 1987 (winnaar als team met David LLewellyn en individueel), 1989 (winnaar individueel)
- Hennessy Cognac Cup: 1982, 1984
- Ryder Cup (namens Europa): 1985, 1987, 1989 (gelijk), 1995, 1997, 2002, 2006
- Seve Trophy: (namens Groot-Brittannië & Ierland): 2002
- Royal Trophy (namens Europa): 2006